# Rastrello

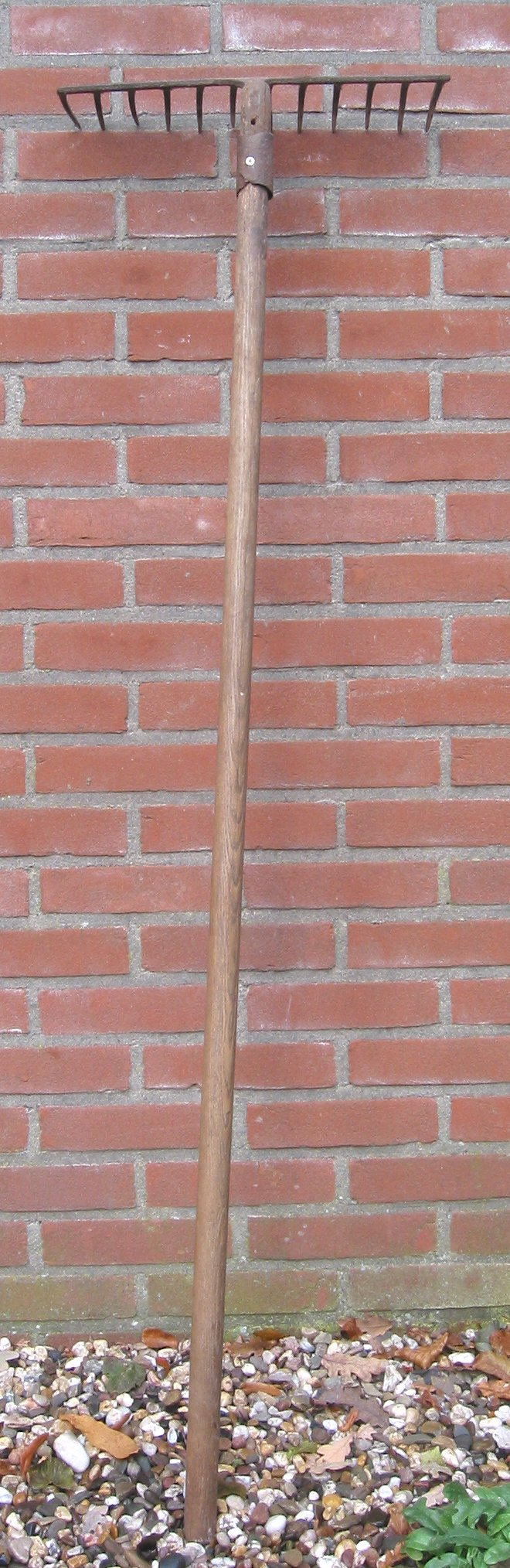
Un rastrello appoggiato al muro

Il rastrello è uno strumento che assieme alla forca, generalmente serve a raccogliere fieno e paglia essiccati al sole, ma anche foglie o per sbriciolare la terra prima della semina o per raccogliere le castagne o raccattare i sassi più grossi.

## Caratteristiche
Il lungo manico generalmente di legno è attaccato perpendicolarmente al pettine, un'asse che va dai 30 ai 70 cm di larghezza, con un numero variabile di rebbi, i denti che servono a trattenere il materiale da rastrellare. Il pettine può essere in metallo, in legno e oggigiorno anche in plastica.

## Utilizzi
Il rastrello è uno strumento indispensabile nel lavoro rurale, e lo è stato ancora di più in passato, vista l'assenza di mezzi meccanizzati, inoltre è diffuso pressoché in tutto il mondo. La sua diffusione è iniziata nel Medioevo. In città viene usato per pareggiare la ghiaia nei viali e nei cantieri. Il rastrello è un elemento fondamentale per la cura dei giardini Zen, vere e proprie opere d’arte da osservare, in quanto con il rastrello si devono  creare armoniosi percorsi e linee ondulatorie dell’acqua, tracciati senza mai fermare il rastrello stesso.

## Galleria d'immagini

Immagine araldica di due rastrelli nello stemma della città polacca di Rydułtowy
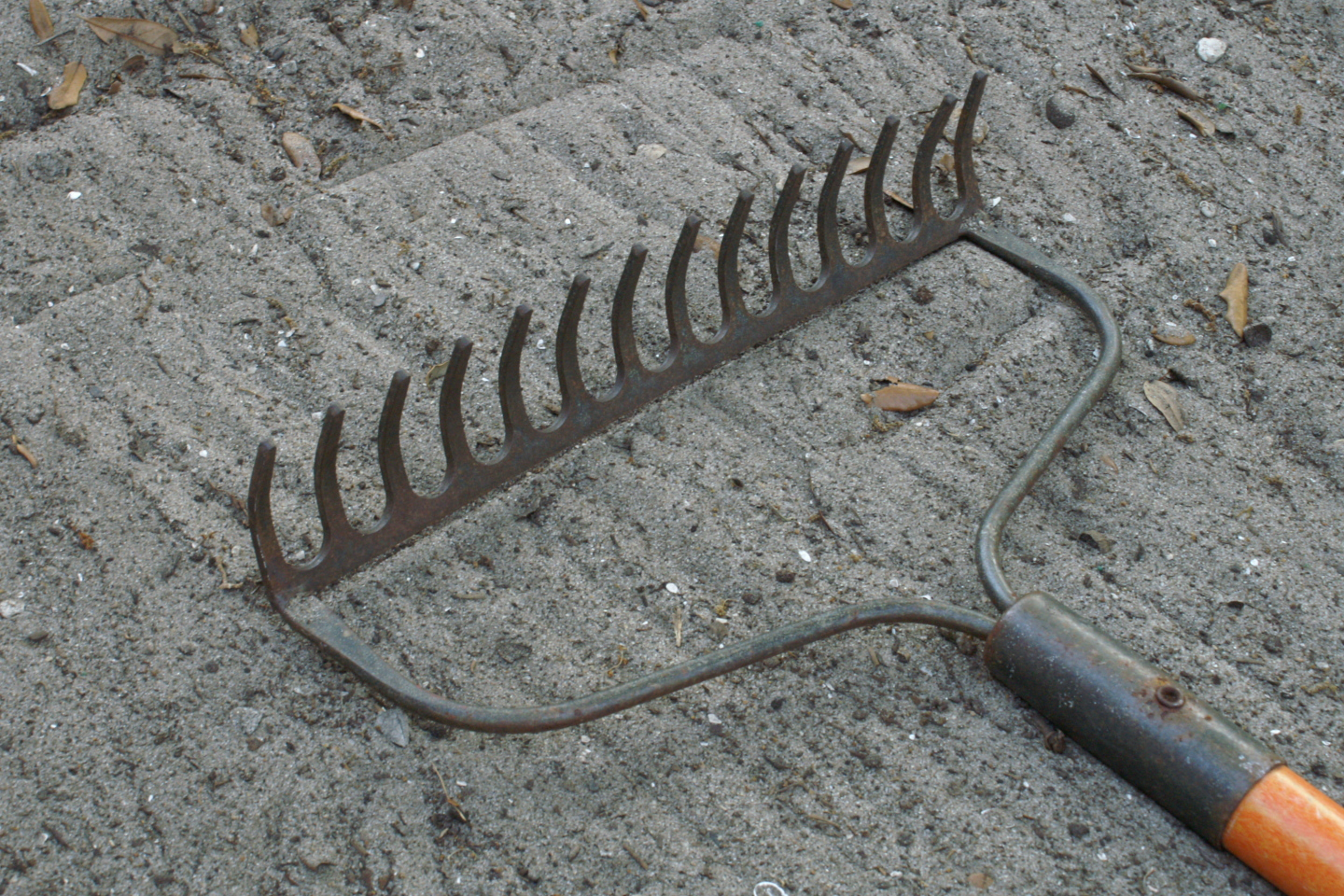
Un rastrello più resistente per il terreno e i sassi
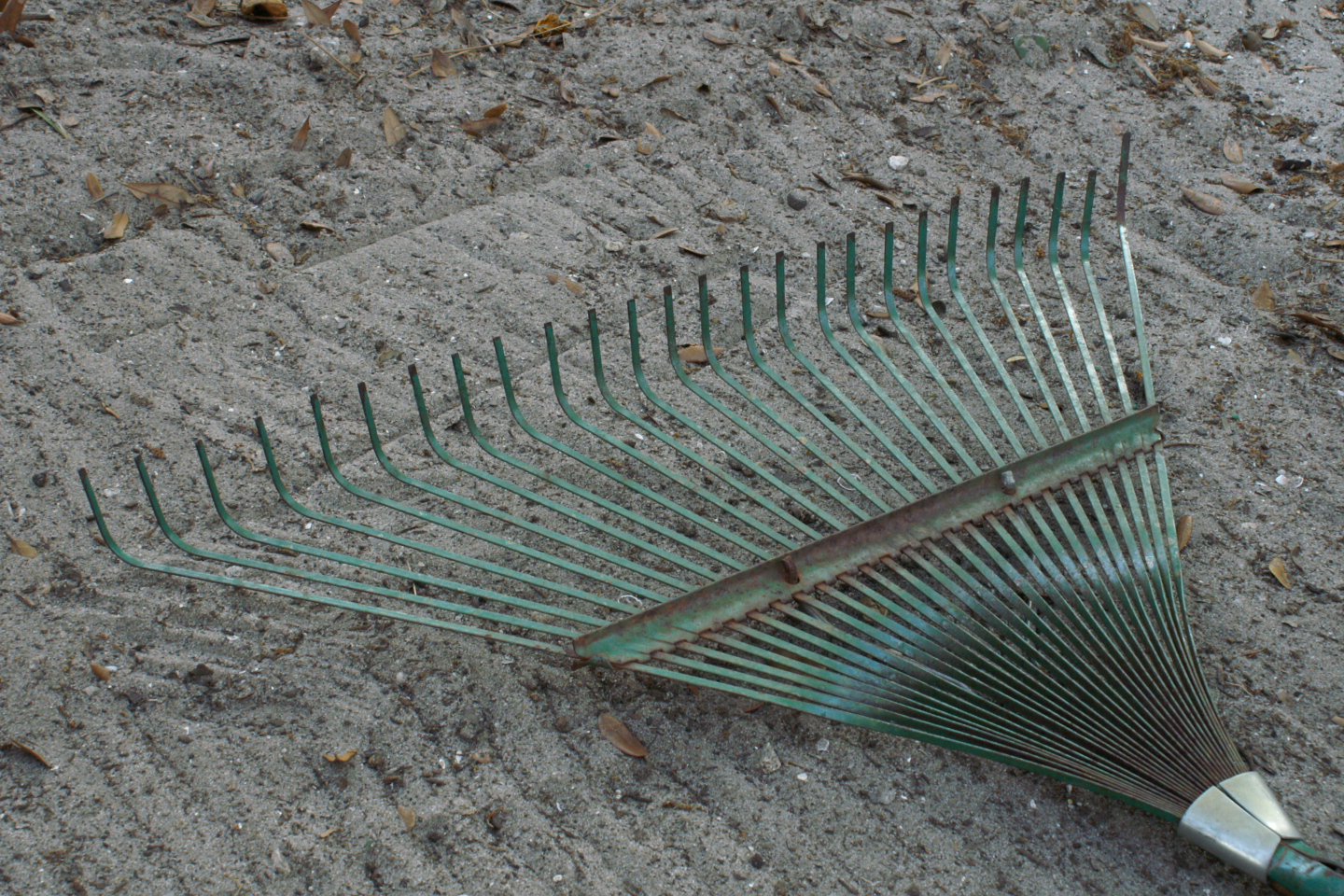
Un altro tipo di rastrello per le foglie e i lavori leggeri
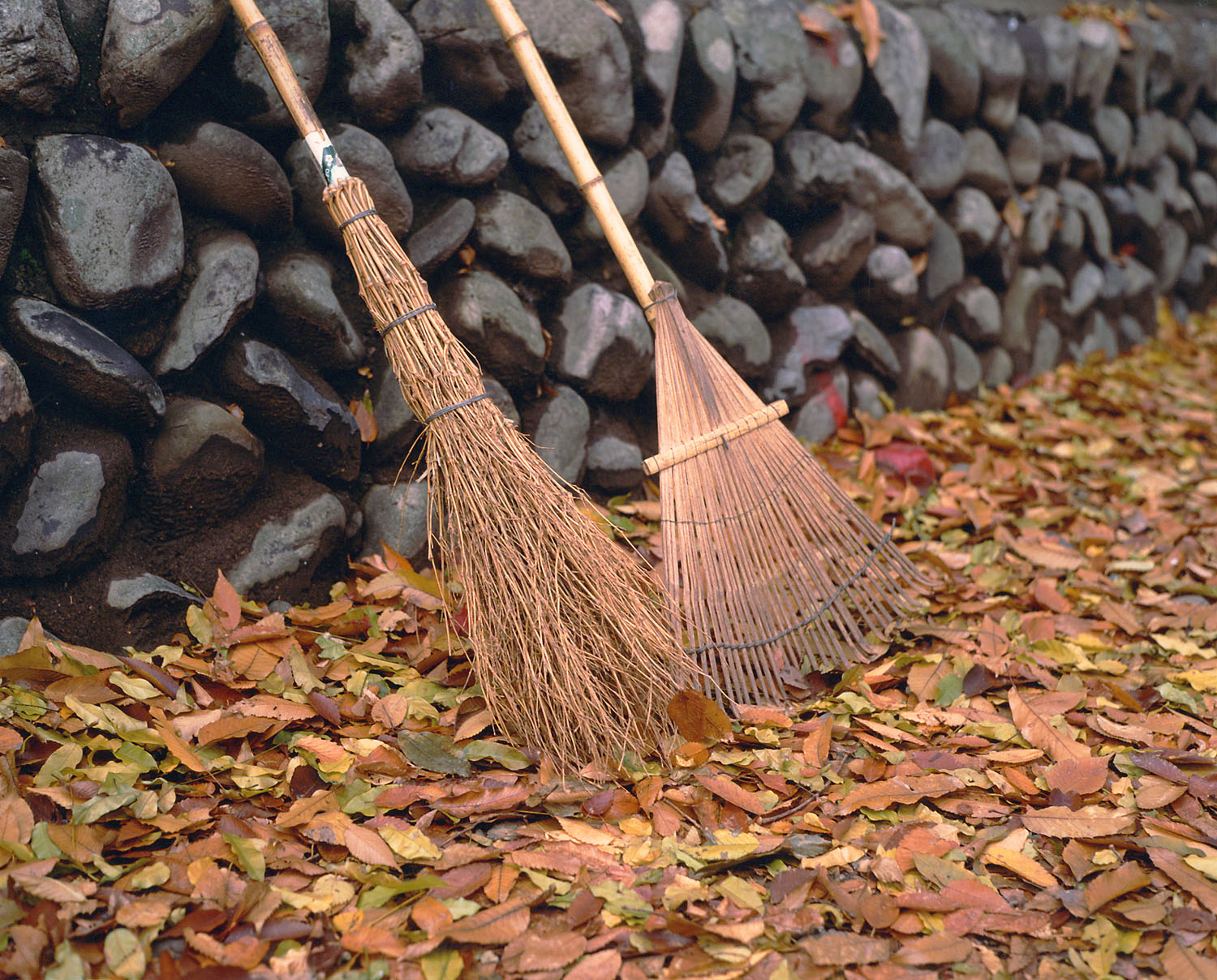
Una scopa ed un rastrello-scopa